# Renata Flores Rivera
Renata Flores Rivera   (Huamanga, 20 de març de 2001) és una cantant de hip-hop, pop i trap en quítxua i castellà peruana.

## Carrera musical
L'any 2014 va participar en la versió peruana del concurs de talents La Voz Kids.
Va guanyar popularitat a l'Amèrica Llatina per un video viral de la seva versió soul i afroperuana de The Way You Make Me Feel de Michael Jackson, cantat en quítxua, i que va tenir com a objectiu principal la revitalització de la llengua andina. Va traduir la cançó amb ajuda de la seva àvia Ada, de 72 anys.
Al març del 2018, per a celebrar el mes del Dia Internacional de les Dones publicà el seu primer senzill netament en quítxua, titulat «Qawachkanchik chay Killallata» ("Mirant la mateixa lluna"), gravat al Complex Arqueològic Wari, situat a la ciutat d'Ayacucho. Posteriorment s'ha decantat per la música trap, però sempre component en quítxua. La seva cançó «Tijeras», una composició amb lírica feminista, és mostra d'aquest nou estil en el qual Flores s'ha integrat.

## Discografia

### Versions en quítxua
- The Way You Make Me Feel (Michael Jackson)[15]
- Roxanne (The Police)[14]
- Fallin' (Alicia Keys)[16][17]
- The House of the Rising Sun (The Animals)[18][19]
- Earth Song (Michael Jackson)
- New Rules (Dua Lipa)
- Santa nit (nadala)

### Senzills
- Qawachkanchik chay Killallata ("Mirant la mateixa lluna")[14]
- Un mundo de colores[20]
- Miradas
- Tijeras[2]
- Qam Hina